# Solenopsis duboscqui
Solenopsis duboscqui é uma espécie de formiga do gênero Solenopsis, pertencente à subfamília Myrmicinae.